# Wolsztyn

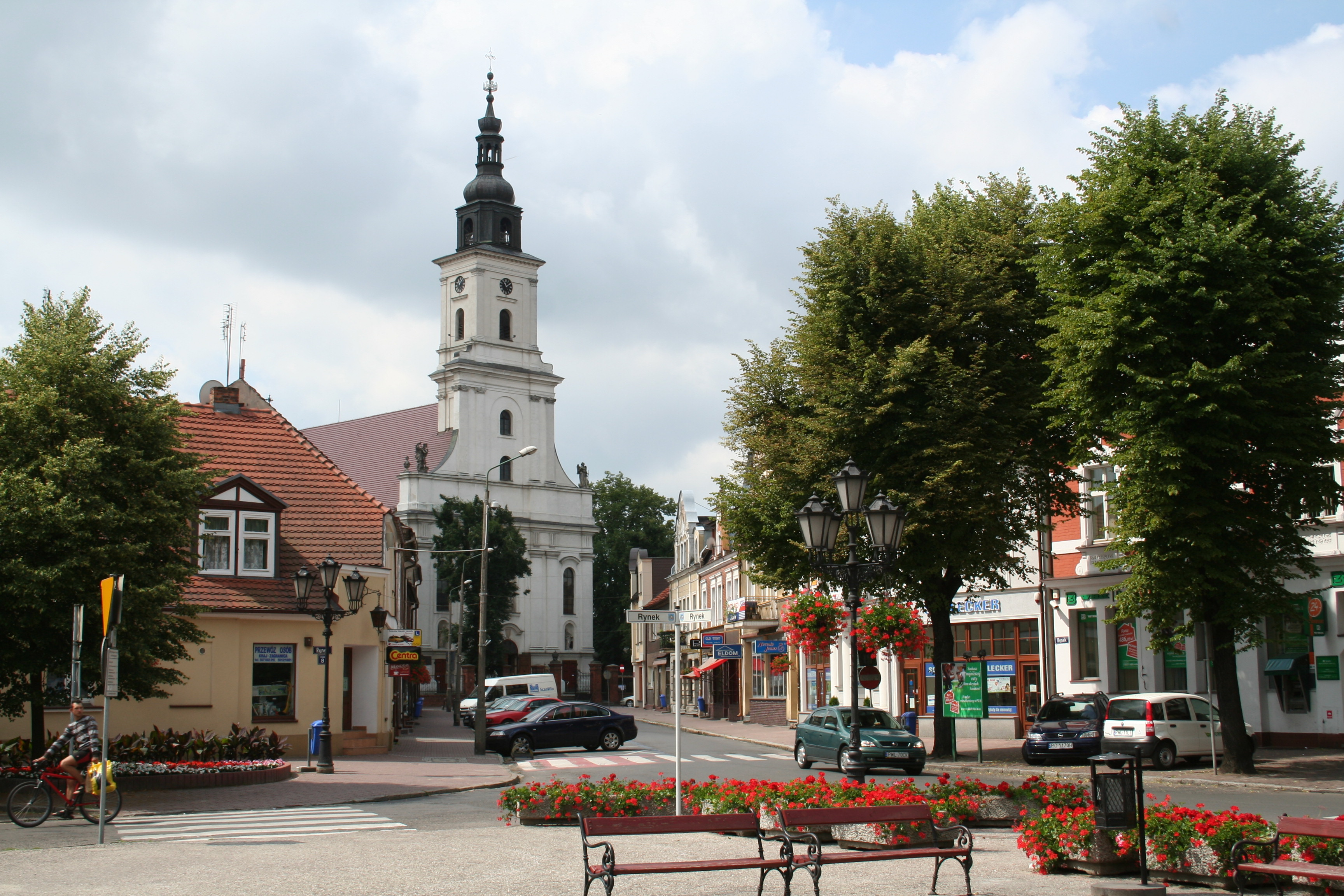
Stadtzentrum von Wolsztyn mit Empfängniskirche

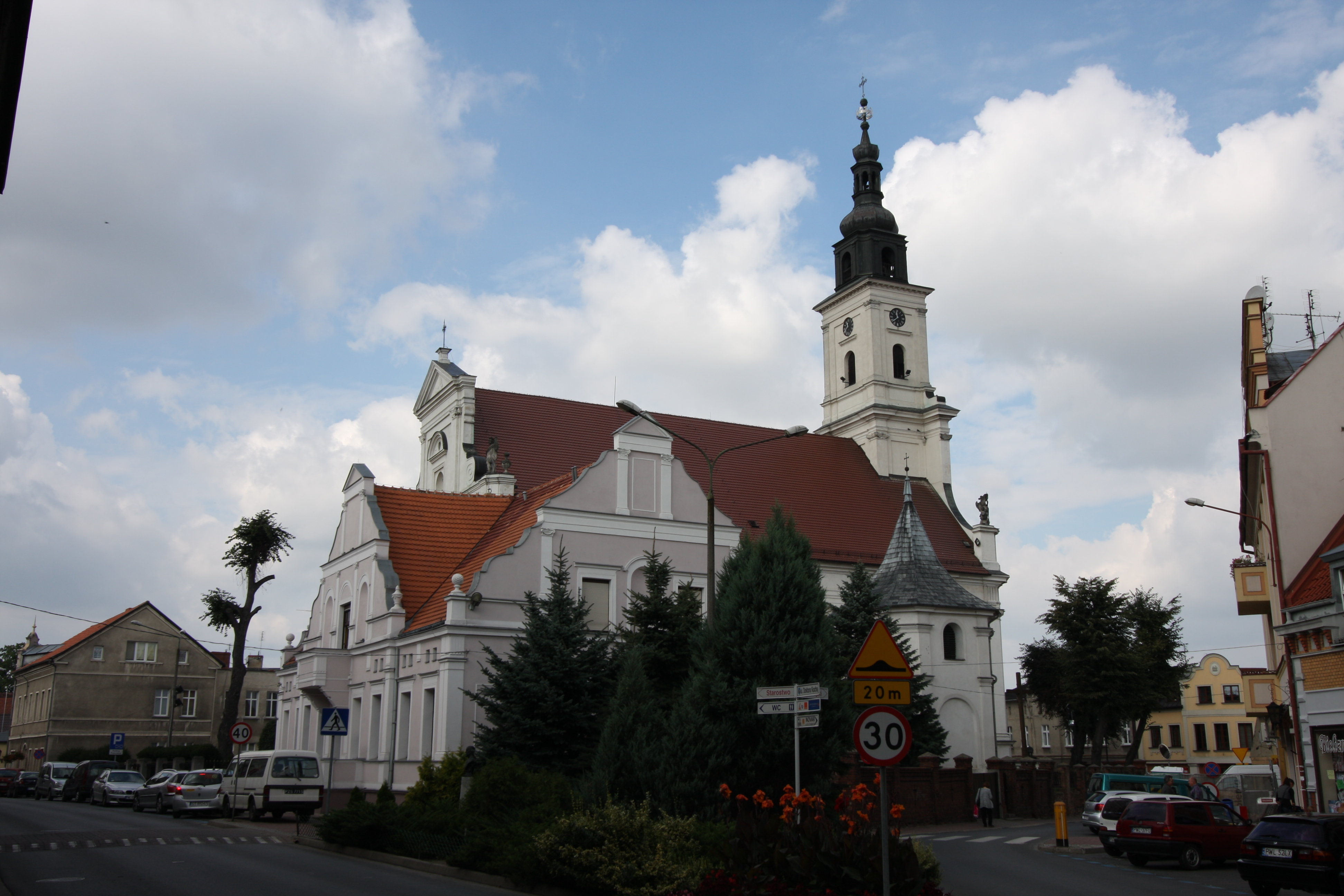
Kirche der Unbefleckten Empfängnis

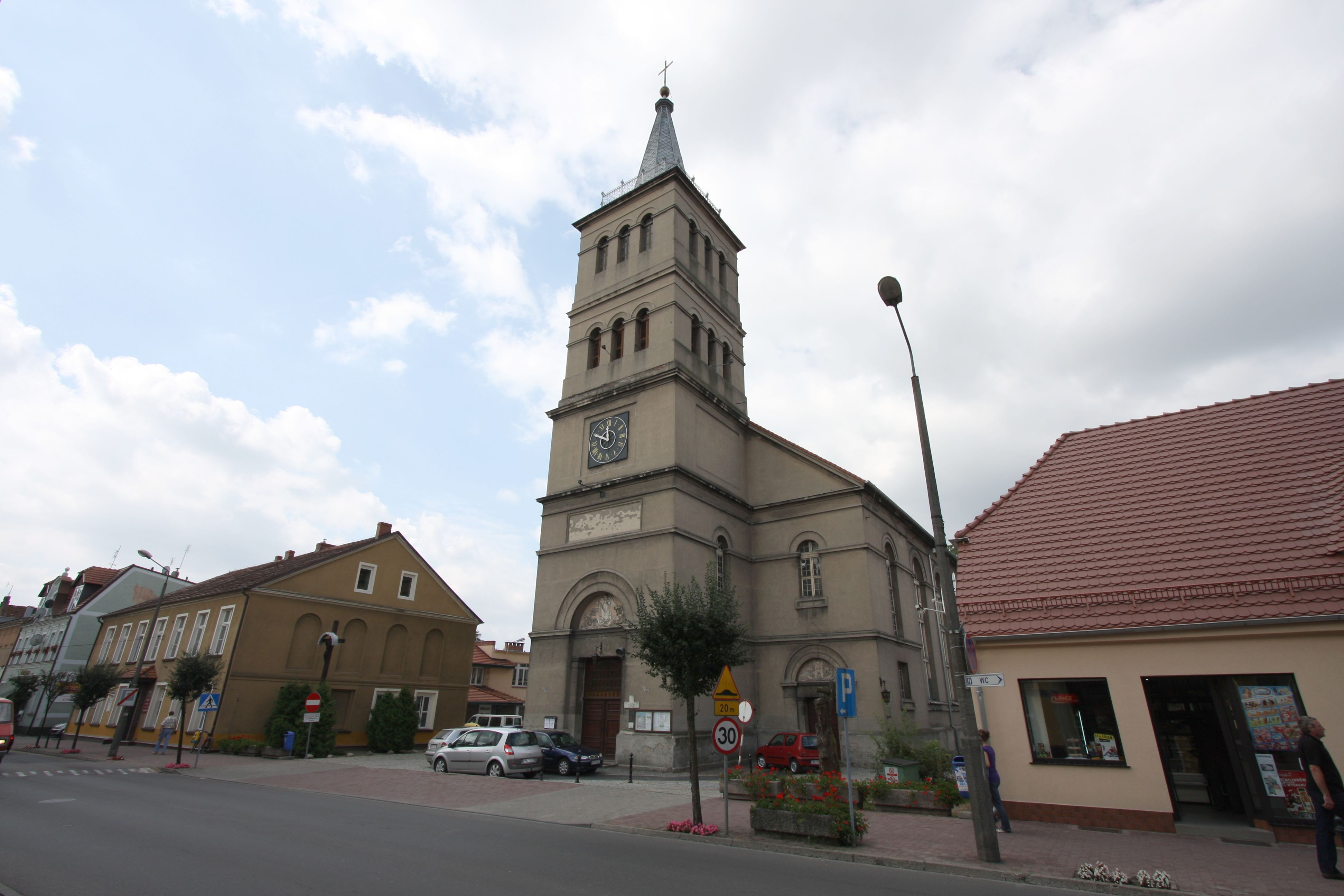
Himmelfahrtskirche

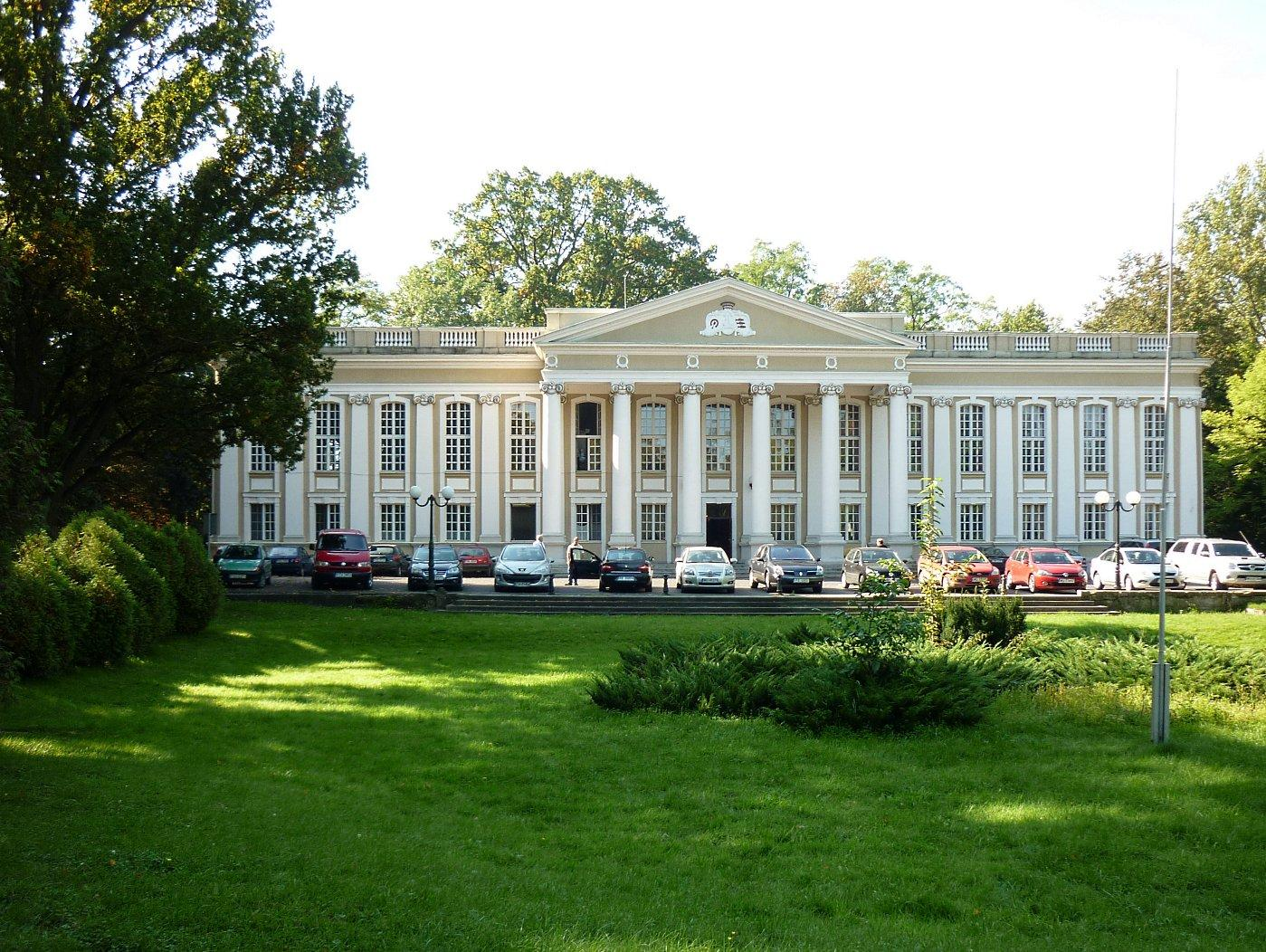
Schloss Wollstein

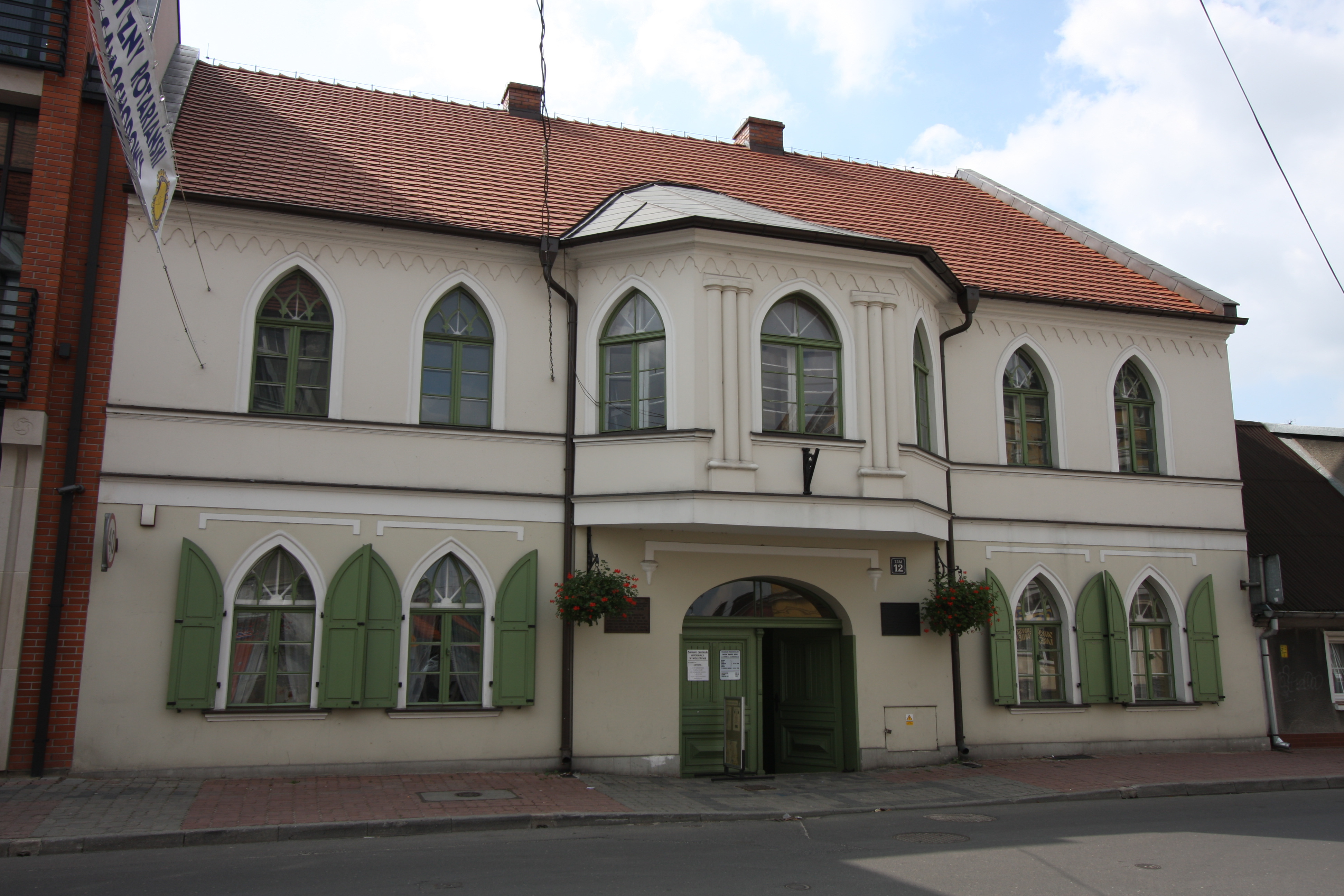
Robert-Koch-Museum

Wolsztyn ([ˈvɔlʃtɨn], deutsch Wollstein) ist eine Stadt im Powiat Wolsztyński der Woiwodschaft Großpolen in Polen. Sie ist Kreisstadt und Sitz der gleichnamigen Stadt-und-Land-Gemeinde mit 30.517 Einwohnern (Stand 31. Dezember 2020).

## Geographie
Wolsztyn liegt etwa 75 Kilometer südwestlich von Posen und ist umgeben von zwei Seen, dem Jezioro Wolsztyńskie (Wollsteiner See) und dem Jezioro Berzyńskie (Berzyner See), die durch die Doyca, ein Quellflüsschen der Obra, gespeist werden.

## Geschichte
Die ersten Dokumente über dieses Gebiet stammen aus der Zeit Mitte des 12. Jahrhunderts. Etwa im Jahr 1285 wurde eine Siedlung gegründet, die von Zisterziensermönchen aus einem nahe gelegenen Kloster Obra gegründet wurde. Die Siedlung hatte sich schneller entwickelt als die beiden heutigen Ortsteile von Wolsztyn (Wollstein) Niałek (Nialkow) und Komorowo. Das heutige Wolsztyn besaß bereits um das Jahr 1424 Marktrechte.
Wolsztyns Anfänge waren mit dem Wollhandel verbunden wie der Herstellung von Tuch und Textilien. Im Laufe der Jahrhunderte wurde die Stadt Wolsztyn von mehreren Naturkatastrophen wie Bränden und Epidemien heimgesucht. Die größten Katastrophen brachen in den Jahren 1469, 1630, 1710 und 1810 aus. Aus dem Jahr 1735 ist ein städtisches Siegel mit der Bezeichnung „Wohlstein“ für den Ort bekannt.
Am Ende des 18. Jahrhunderts hatte Wolsztyn mehr als tausend Einwohner. Unter ihnen waren die Kaufleute, Müller, Brauer und Schuhmacher. Bis zum Ende des 20. Jahrhunderts hatte sich die Wirtschaftskraft der Stadt erfolgreich erhöht.
1793 kam die Stadt an Preußen und gehörte ab 1807 zum Herzogtum Warschau. Ein verheerender Stadtbrand zerstörte die Stadt 1810 zu großen Teilen. Von 1815 bis 1920 gehörte die Stadt zur Provinz Posen, mit Unterbrechungen war sie Kreissitz des Landkreises Bomst. Sie hatte im Jahr 1910 überwiegend deutsche Einwohner, kam aber infolge des Versailler Vertrags 1920 zu Polen. Während der deutschen Besetzung Polens war Wollstein von 1939 bis 1945 Kreissitz des gleichnamigen Landkreises im Reichsgau Wartheland.

## Bauwerke
- Die Kirche der unbefleckten Empfängnis der Heiligen Jungfrau Maria wurde von 1767 bis 1769 im Barockstil erbaut.
- Die Kirche der Himmelfahrt des Herrn in Wolsztyn wurde von 1830 bis 1832 als evangelische Kirche im klassizistischen Stil erbaut. Sie wurde im Mai 1945 von der katholischen Kirche übernommen. Die Orgel wurde 1832 vom königlich preußischen Orgelbauer Samuel Ludwig Hartig gebaut[3].
- Das Schloss Wolsztyń wurde 1845 im klassizistischen Stil errichtet.

## Museen
In Wolsztyn gibt es ein Regionalmuseum mit drei Standorten
- Seit 1996 befindet sich im ehemaligen Wohnhaus von Robert Koch im Obra-Bruch das Robert Koch Museum in der ul. R.Kocha 12
- Museum für den in Auschwitz ums Leben gekommenen polnischen Bildhauer und Maler Marcin Rożek in der ul. 5 Stycznia 34
- Freilichtmuseum mit alten Dorfhäusern und einer Windmühle in der ul. Boh. Bielnika 26

## Bahnbetriebswerk Wolsztyn

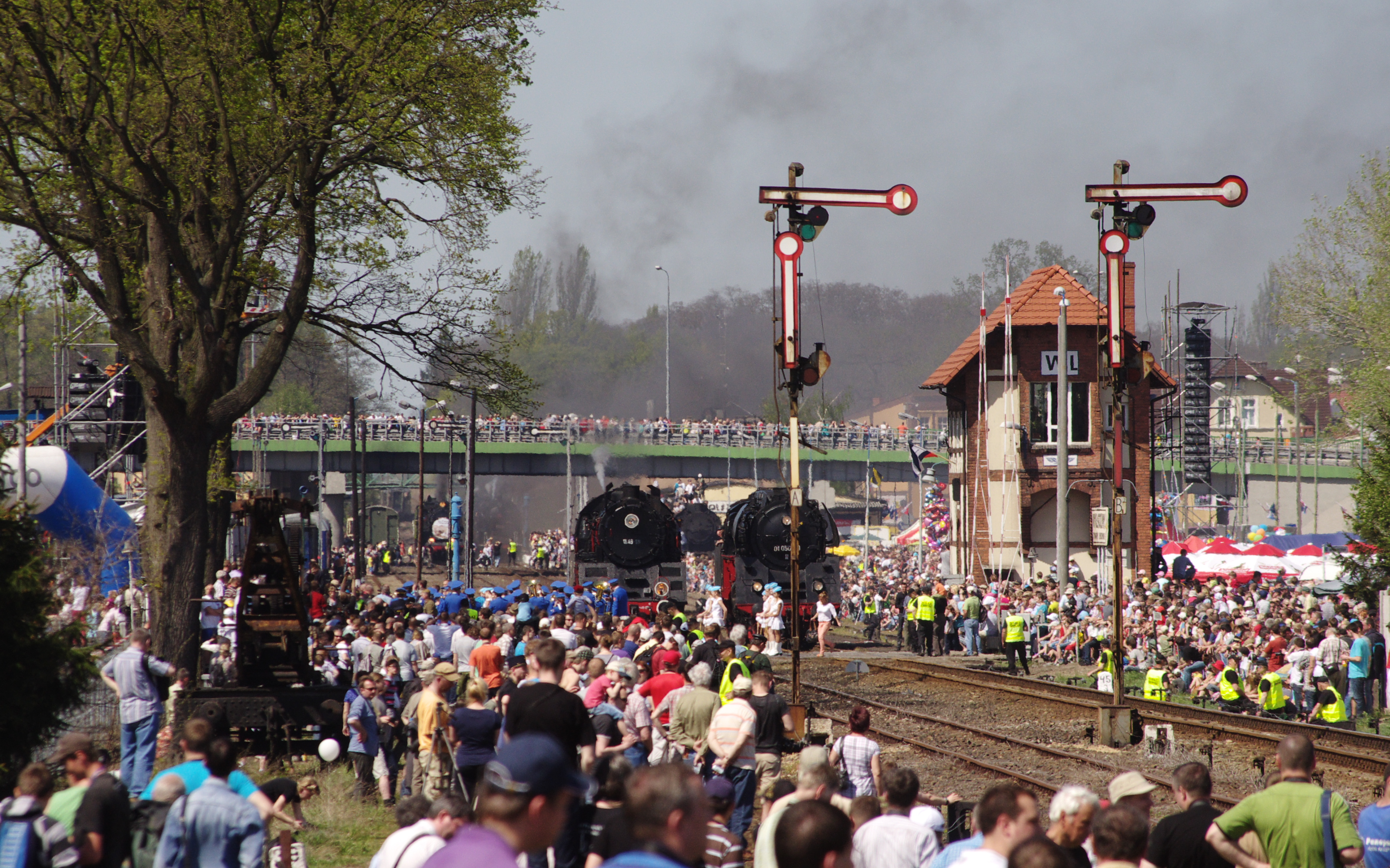
Dampflokparade 2012

Die Eisenbahnlinie Wollstein–Bentschen (Zbąszyń) wurde 1884 in Betrieb genommen. Das 1886 in Wollstein erbaute Bahnbetriebswerk verfügt über Dampflokomotiven verschiedener Baureihen. Einige davon werden aufgrund einer Vereinbarung der Polnischen Staatsbahnen mit einem britischen Eisenbahnfreunde-Reiseveranstalter nach wie vor im täglichen Eisenbahnverkehr eingesetzt. Damit ist das Bahnbetriebswerk Wolsztyn das letzte Bahnbetriebswerk einer europäischen Staatsbahn, auf der normalspurige Dampflokomotiven im Regelverkehr eingesetzt werden. Auf den eingesetzten Dampflokomotiven finden auch Ausbildungskurse für Dampflokführer für Museumsbahnen statt.
Die heutige PKP Cargo S. A. veranstaltet seit 1993 alljährlich am letzten Aprilwochenende eine Dampflokparade, bei der Dampflokfreunde und Dampflokomotiven aus ganz Europa zusammenkommen. Zeitgleich dazu findet ein Stadtfest statt.

## Gemeinde
Zur Stadt-und-Land-Gemeinde (gmina miejsko-wiejska) Wolsztyn mit einer Fläche von 249,6 km² gehören die Stadt selbst und 22 Dörfer mit Schulzenämtern.
In der Stadt gab es im Zeitraum von 1943 bis 1945 eine Lehrerbildungsanstalt des Reichsministeriums für Wissenschaft, Erziehung und Volksbildung.

### Partnerstädte und -gemeinden
- Lübben (Spreewald) (Deutschland)
- Neunkirchen (Saar) (Deutschland)
- Maasbree (Niederlande)
- Mór (Ungarn)[7]

## Persönlichkeiten

### Söhne und Töchter der Stadt
- Joseph Marie Wronski (1776–1853), polnischer Philosoph und Mathematiker
- Otto Plathner (1811–1884), Jurist und Mitglied der Frankfurter Nationalversammlung
- Meyer Levy (1833–1896), Rechtswissenschaftler und Rechtsanwalt
- Adolf Sabor (1841–1907), Reichstagsabgeordneter
- Georg Cardinal von Widdern (1841–1920), preußischer Offizier
- Ulla Wolff-Frank (1850–1924), Schriftstellerin und Journalistin
- Karl Wolffsohn (1881–1957), Verleger, Kino- und Theaterpionier
- Bruno Asch (1890–1940), Politiker (SPD) und Bürgermeister von Höchst am Main
- Paul Wojtkowski (1892–1960), Politiker (KPD)
- Hans Jürgen Kallmann (1908–1991), Maler
- Hans von Kusserow (1911–2001), Tänzer und Choreograph
- Ingeborg von Kusserow (1919–2014), Schauspielerin
- Elke Richter (* 1944), Tischtennisspielerin.
- Aneta Konieczek (* 1997), Leichtathletin

### Bekannte Einwohner
- Robert Koch (1843–1910), Mediziner und Mikrobiologe, Landarzt und von 1872 bis 1880 Kreisphysikus des Kreises Bomst in Wollstein. Er entdeckte hier den Milzbranderreger.

### Ehrenbürger
- 2003: Lothar Bretterbauer (* 1953), Bürgermeister der Partnerstadt Lübben, aus Anlass des zehnjährigen Bestehens der Städtepartnerschaft.[8]